# Route nationale 938 (Belgique)
Pour les articles homonymes, voir Route 938.
La route nationale 938 est une route nationale de Belgique qui relie Achêne à Mean via Leignon et Barvaux-Condroz.

## Description du tracé

### Communes sur le parcours
- Région wallonne
  -  Province de Namur
    - Achêne
    - Leignon
    - Trisogne
    - Pessoux
    - Barvaux-Condroz
    - Maffe
    - Méan